# Universidad Argentina de la Empresa
Die Universidad Argentina de la Empresa (UADE) ist eine 1963 gegründete Privatuniversität in Buenos Aires.

## Geschichte
Der Ursprung der UADE führt in das Jahr 1957, als das Instituto Superior de Estudios de la Empresa an der Avenida Belgrano 687 gegründet wurde. Es waren zunächst 338 Führungskräfte von Wirtschaftsunternehmen eingeschrieben. Nachdem 1958 per Gesetz private Universitäten zugelassen wurden, stieg die Zahl der Studenten auf 500. Am 29. August 1963 wurde die UADE von den Behörden als private Hochschule zugelassen. 1968 wurde sie Mitglied des Rektorenrats privater Universitäten Consejo de Rectores de Universidades Privadas (CRUP). 1984 wurde der neue Standort an der calle Lima 757 eingeweiht, der in den folgenden Jahrzehnten immer weiter ausgebaut wurde. 2003 entstand eine weitere Einrichtung, die Escuela de Dirección de Empresas (EDDE) in der calle Libertad 1340. Ein Studentenwohnheim wurde 2005 eröffnet. 2008 entstand schließlich der 75.000 m² große Campus Urbano mit Bibliothek, Laboren, Sportkomplex inkl. Stadion, Kulturzentrum und Wohnheim im Herzen von Buenos Aires. 2012 wurde die Zweigstelle Costa Argentina in Pinamar eröffnet. Ein virtuelles Studienprogramm wurde 2013 eingerichtet.

## Fakultäten
- Wirtschaftswissenschaften
- Ingenieurwesen, Informatik, Biotechnologie, Agrarwissenschaft
- Rechts- und Sozialwissenschaften
- Gesundheitswesen einschl. Psychologie
- Kommunikation
- Architektur und Design

## Standorte

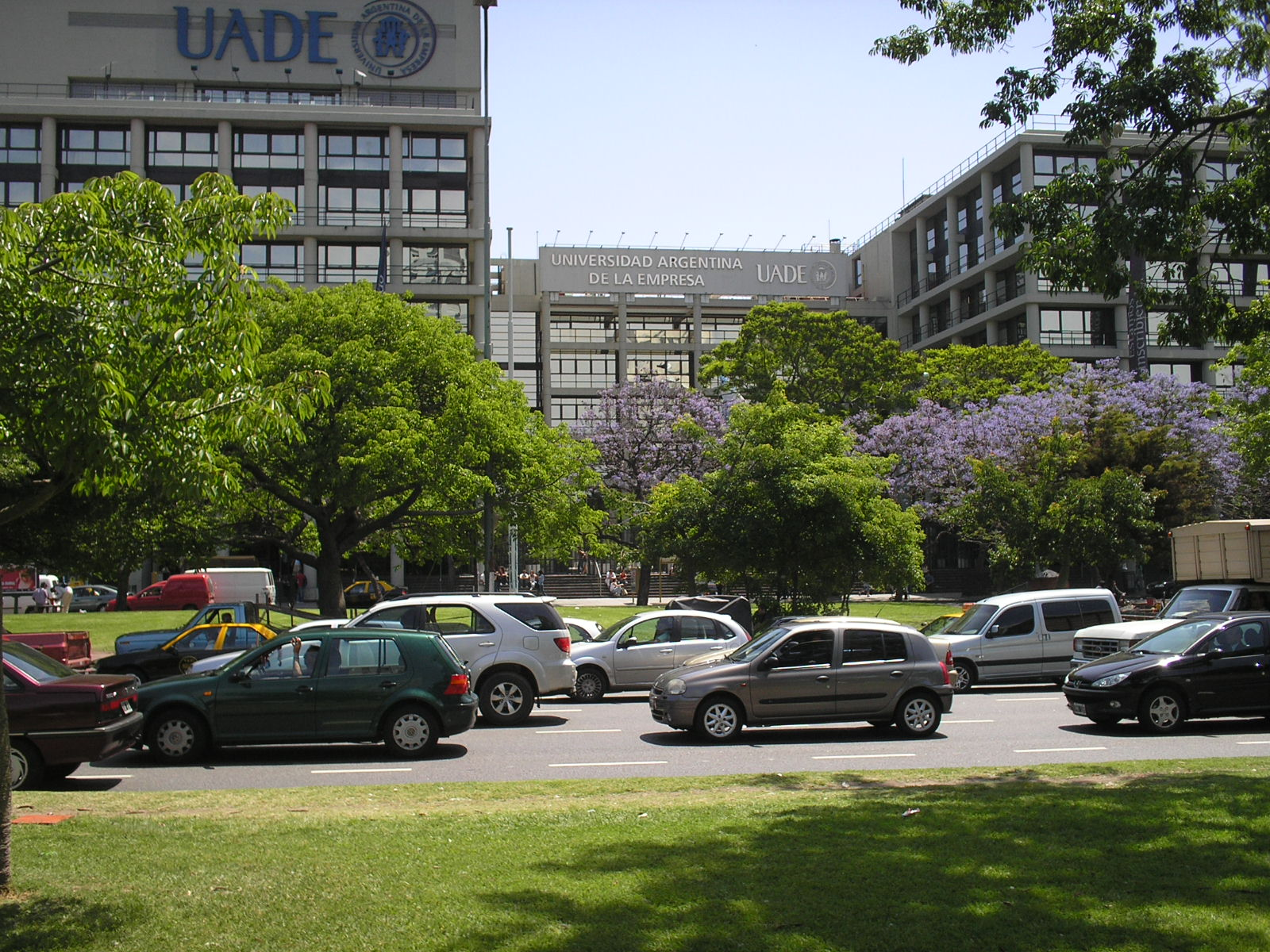
Universidad Argentina de la Empresa an der calle Lima 757

- Campus Buenos Aires, Lima 757, Buenos Aires
- UADE Recoleta, Libertad 1314, Buenos Aires
- UADE Belgrano, 11 de Septiembre de 1888 1990–1428, Buenos Aires
- Campus Costa Argentina, Av. Intermédanos Sur 776, Pinamar

## Internationale Kooperation
Die UADE ist Mitglied des internationalen Kooperationsnetzwerks Bridges Network, zu dem auch die Universität Bamberg und die australische Deakin University gehören.